# 蘭韋爾巴赫河

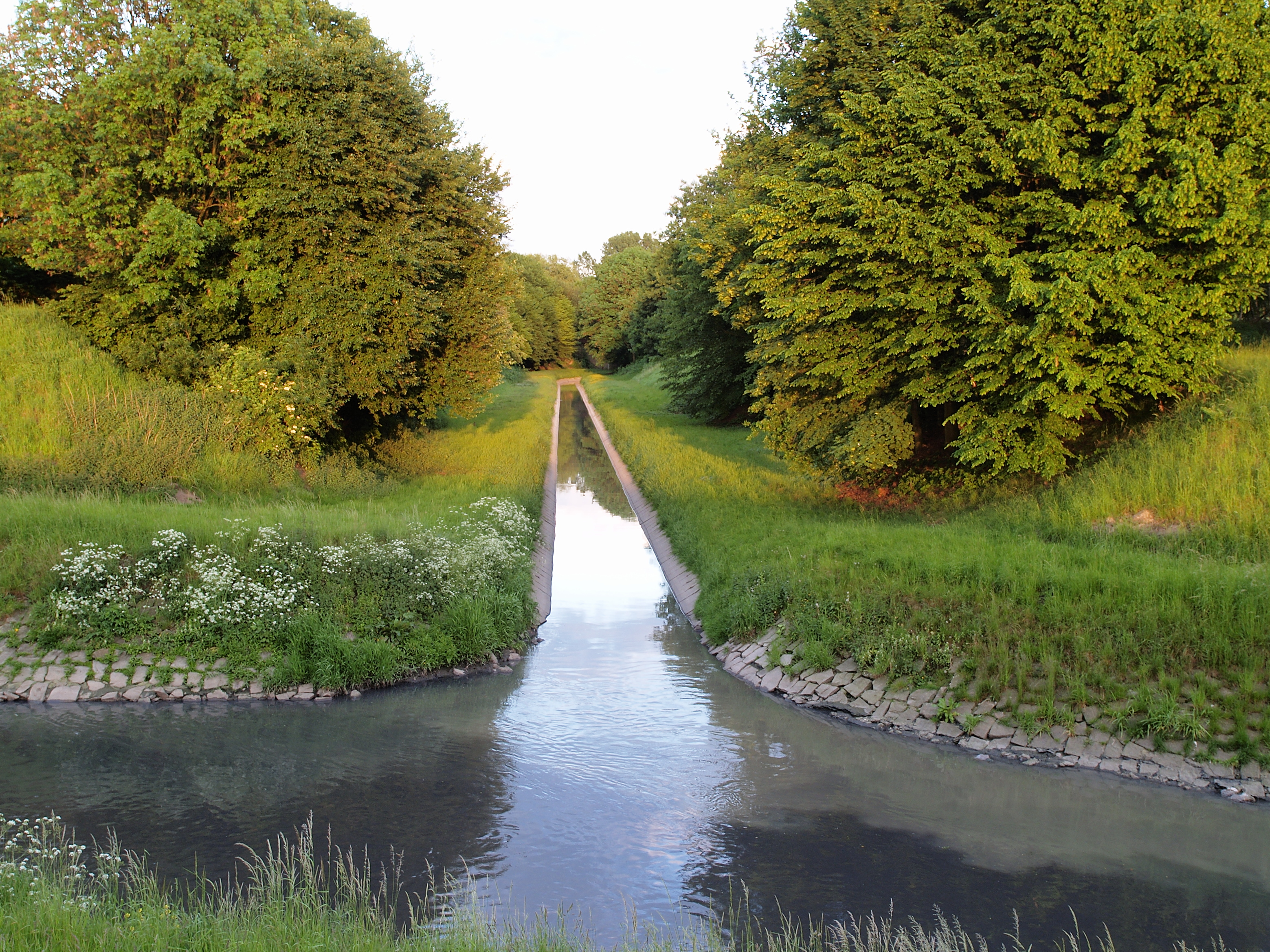

51°33′58.6″N 7°13′45.9″E / 51.566278°N 7.229417°E
蘭韋爾巴赫河（德語：Landwehrbach），是德國的河流，位於該國西部，流經北萊茵-威斯特法倫州，屬於埃姆舍爾河的左支流，河道全長9.8公里，流域面積44.2平方公里。